# 河内—老街高速公路
河内（内排）－老街高速公路（简称CT.05），全长245公里，途经越南河内、永福、富寿、安沛和老街5个省市，设计时速80-100公里。2014年9月21日全线通车。
起点在河内市朔山县与内排－下龙高速公路衔接，终点位于老街省垻洒縣金城工业商贸区。其中，河内至安沛段4条行车道和2条紧急停车道，设计时速100公里；安沛至老街段2条行车道，2条紧急停车道，设计时速80公里。

## 历史
2009年开始建设，耗资14.6亿美元，其中约10亿美元来自亚洲开发银行贷款。业主为越南高速公路发展投资总公司。
中国境内的昆明至河口段开河高速公路中越红河公路大桥相连，中国境内2013年10月全程贯通，总长405公里。